# 石汉瑞
石汉瑞 （英語：Henry Steiner，1934年2月13日—）是一位奥地利裔香港平面设计师，专注于企业识别设计，漢化譯名為石汉瑞。

## 生平

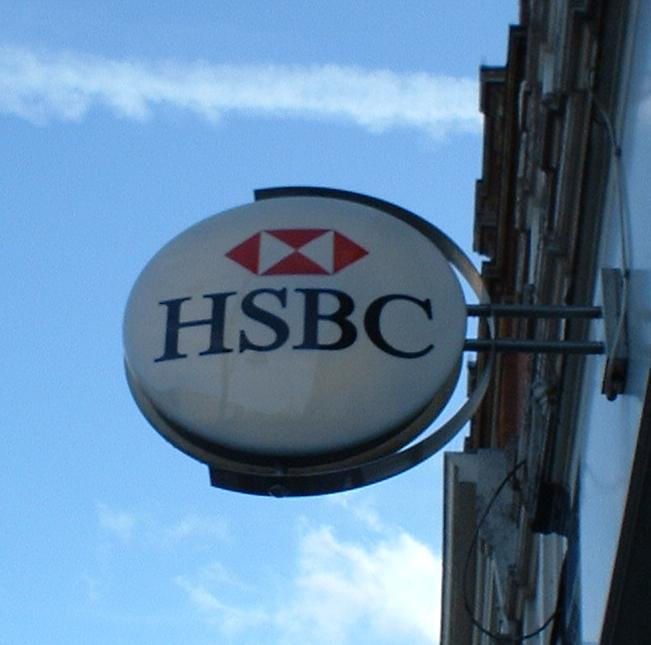
汇丰银行 Logo 设计

1934年出生于奥地利第一共和国维也纳的一个犹太人家庭，1938年因为德奧合併离开故乡，1939年随父母移民到美国纽约，毕业于亨特学院和耶鲁大学，师从美国平面设计师保罗·兰德，並曾與藝術家馬塞爾·杜象合作，后申请到福布莱特计划奖学金前往巴黎大学留学深造。毕业后回到纽约在《亚洲周刊》杂志社担任设计师。
1961年受《亚洲周刊》（The Asia Magazine）派遣参与一项为期九个月的项目来到香港，1964年在香港建立石汉瑞设计公司（Steiner & Co.）。曾经为多家公司IBM、凯悦酒店、希尔顿酒店、道琼斯公司、汇丰银行、渣打银行、联合利华提供设计方案，因此又被稱為「香港設計之父」。此外还参与2010年香港渣打银行发行的新版港元钞票设计。

## 設計理念
石漢瑞於專訪中透露個人主要運用「概念」和「對比」。由於本身著迷於中國及日本的視覺文化，其作品會將其加上現代元素。過往公司的設計項目廣泛，涵蓋建築物（康樂大廈、爐峰塔）、銀行鈔票、私人會所等。

## 企業識別設計項目

### 標誌

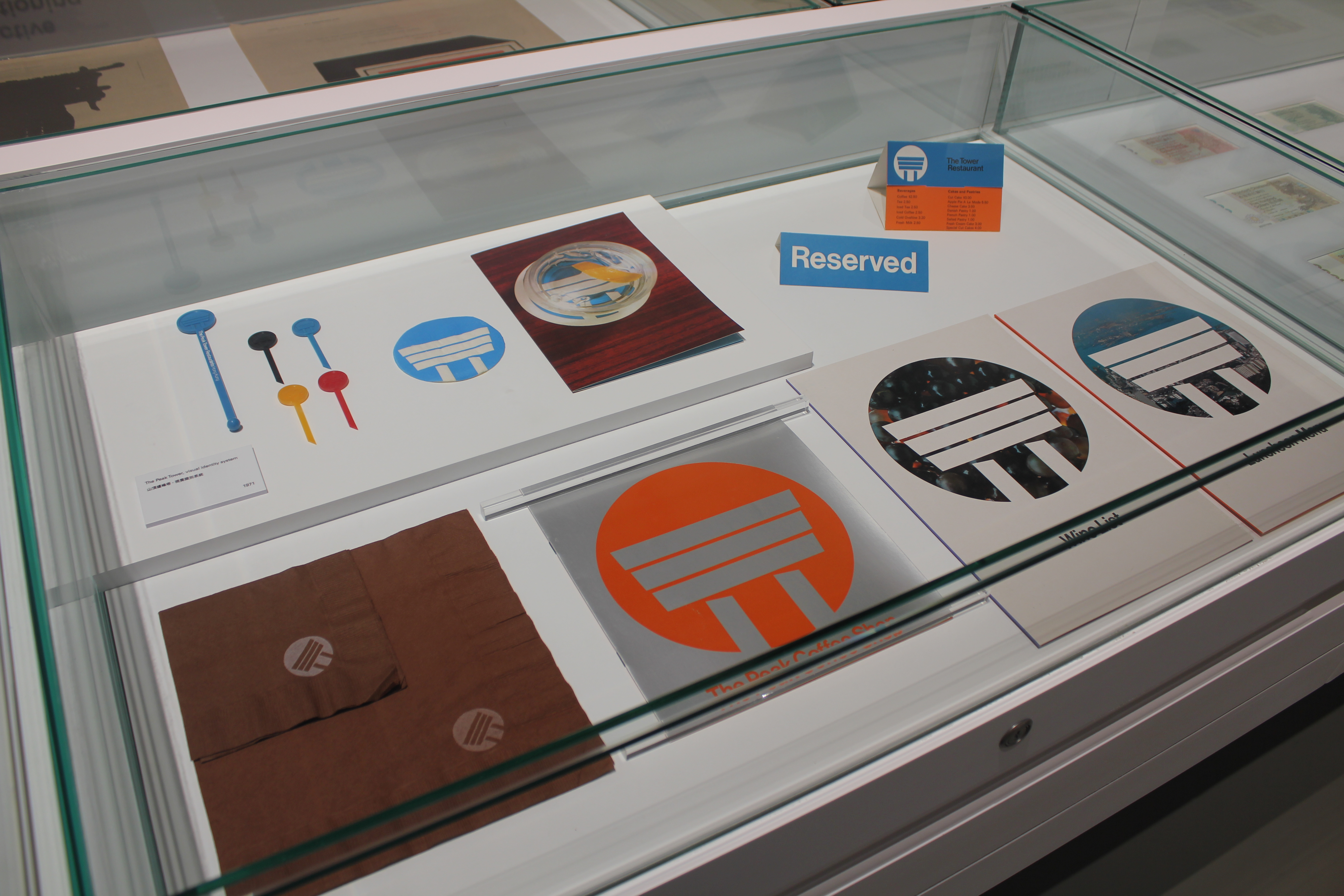
爐峰塔視覺識別設計，HKDI Gallery 展出

- iClub
- 連卡佛
- 爐峰塔
- 海運大廈
- 香港置地
- 牛奶公司
- 香港賽馬會
- 香港電台第三台
- 香港上海滙豐銀行
- 大新銀行
- 香港女童軍總會
- 嘉里建設
- 金山工業集團
- 英文虎報
- 台灣國賓大飯店
- 香港電話（已停用）
- 港基國際銀行（已停用）
- 中信泰富（已停用）
- 韓國雙龍集團（已停用）

### 圖例

香港上海滙豐銀行
牛奶公司
連卡佛